# Maria de Salinas
María de Salinas, född 1490, död 1539, var en engelsk (ursprungligen spansk) hovdam. Hon var hovdam och förtrogen till Englands drottning Katarina av Aragonien. 

## Biografi
María de Salinas var dotter till den spanska adelsmannen Martín de Salinas (död 1503) och Josefa González de Salas. Hennes föräldrar var båda medlemmar av det kungliga hovets personal och troligen avlägset släkt med kungafamiljen. Själv blev hon hovfröken åt Katarina vid en okänd tidpunkt, troligen 1501, och fortsatte sedan vara det fram till sitt giftermål år 1516. 
María beskrivs som en nära personlig vän och förtrogen till Katarina, och var som sådan en viktig person vid hovet. Hon blev 1511 gudmor till Mary Brandon. Även sedan hon formellt sett slutat sin anställning vid sitt giftermål, fortsatte hon i praktiken att närvara vid hovet. Henrik VIII av England ska själv ha högaktad Maria; han gav slottet till hennes makes familj vid giftermålet, och namngav 1522 ett skepp till HMS Mary Willoughby efter henne. 
María de Salinas gifte sig 1516 med den engelska adelsmannen William Willoughby, 11th Baron Willoughby de Eresby (d. 1526), med vilken hon fick dottern Catherine. Efter hennes makes död blev hennes dotter satt under förmynderskap av Charles Brandon, 1:e hertig av Suffolk, som gifte sig med henne 1533. Själv tvingades Maria i flera år efter att hon blev änka ägna sig åt en arvsstrid med sin före detta svåger Sir Christopher Willoughby för att försvara sin dotters arv. 
Maria är känd för sin lojalitet mot Katarina under dennas skilsmässa från Henrik VIII. I augusti 1532, strax före annulleringen av äktenskapet mellan Henrik och Katarina, fick Maria order från kungen att lämna Katarinas hushåll och att inte göra något försök att kontakta henne. Hon bönföll utan framgång kungen att få besöka Katarina när denna i september 1534 blev sjuk. När Katarina låg på dödsbädden, och Maria återigen utan framgång hade bönfallit kungen att få träffa henne, bröt hon sig med våld in till henne på Kimbolton Castle 5 januari 1536, och närvarade vid hennes död två dagar senare. 
Maria tillbringade sina tre återstående år mest på Barbican i London.